# 中國香港泰拳理事會
中國香港泰拳理事會（英語：Muaythai Association of Hong Kong, China）是一個在香港推廣泰拳運動的機構。現任會長為貝鈞奇。2012年新任會長：周昭賢。

## 歷史
- 2002年4月27日 — 正式成立，大會委任韋基舜為榮譽會長，並選出趙善雄出任會長，陳文義任主席。
- 2003年2月24日 — 舉行第一屆執委會就職典禮。
- 2003年7月 — 獲World Muay Thai Council承認為其地區會員。
- 2004年3月28日 — 舉行第二屆執委會選舉，韋基舜獲委任為永遠榮譽會長，江富德獲委任榮譽會長。大會選出李育添出任第二屆會長，陳文義連任主席。
- 2004年5月29日 — 舉行第二屆執委會就職典禮。

## 獲承認為成員的組織
- World Muay Thai Council

## 會址
九龍青山道489-491號香港工業中心A 座6樓6F室

## 外部連結
- 香港泰拳理事會官方網站 （页面存档备份，存于）
- 香港泰拳理事會換屆慶功 氣氛熱鬧歡樂